# Jurij Kowal (zapaśnik)
Jurij Kowal (ukr. Юрій Володимирович Коваль; ur. 15 lipca 1980) – ukraiński zapaśnik w stylu wolnym. Olimpijczyk z Pekinu 2008, gdzie zajął dwunaste miejsce w kategorii 55 kg. Siódme miejsce na mistrzostwach Europy w 2005 roku.